# Hemiconderis anthracinus
Hemiconderis anthracinus là một loài bọ cánh cứng trong họ Lycidae. Loài này được Bocák miêu tả khoa học năm 1999.